# Старо (посёлок, Рузский городской округ)
Старо — деревня в Рузском районе Московской области, входящая в состав сельского поселения Старорузское. Население — 17 (2010) чел..

## История
До 2006 года Старо входило в состав Комлевского сельского округа.

## Общая физико-географическая характеристика
Географическое положение
Деревня расположена в центральной части района, у правого берега реки Рузы, примерно в 2 км к западу от Рузы, высота центра деревни над уровнем моря 192 м. Ближайшие населённые пункты — Копцево в 700 м севернее, на противоположном берегу реки и Сытьково — в 1,3 км на юго-восток.
Часовой пояс
Старо, как и вся Московская область, находится в часовой зоне МСК (московское время). Смещение применяемого времени относительно UTC составляет +3:00.

## Население
| 2002 | 2006 | 2010 |
| ---- | ---- | ---- |
| 11   | ↘9   | ↗17  |